# Elecciones municipales de Santo Domingo de los Colorados de 2019
Las elecciones municipales de Santo Domingo de 2019 hacen referencia al proceso electoral que se llevó a cabo el 24 de marzo de dicho año con el fin de designar a las autoridades locales para el período 2019-2023.
El constructor Wilson Erazo, de la mano de un movimiento local en alianza con el movimiento Democracia Sí, ganó la alcaldía de Santo Domingo venciendo al alcalde Víctor Quirola, quién tuvo malos resultados.

## Preparación

### Precandidaturas retiradas
| Lista  | Logo | Partido / Movimiento               | Precandidato      | Fecha de retiro   | Razón                                   |
| ------ | ---- | ---------------------------------- | ----------------- | ----------------- | --------------------------------------- |
| 20 100 |      | Democracia SÍ Construir            | Walter Ocampo     | Diciembre de 2018 | Su movimiento eligió a otro candidato   |
| 33     |      | Movimiento Nacional Juntos Podemos | María Elena Sango | Diciembre de 2018 | Movimiento decide no postular candidato |

## Candidatos
| Lista      | Logo | Partido / Movimiento                                                                                            | Candidato                 |
| ---------- | ---- | --- | ------------------------- |
| 1 18 21 51 |      | Acuerdo Ciudadano Conformado por: - Centro Democrático - Pachakutik - Movimiento CREO - Movimiento Concertación | Verónica Zurita Castro    |
| 3          |      | Partido Sociedad Patriótica                                                                                     | Ramiro López Velasco      |
| 5          |      | Fuerza Compromiso Social                                                                                        | Ricardo Chávez Valencia   |
| 7          |      | Adelante Ecuatoriano Adelante                                                                                   | Tuesman Merino Quezada    |
| 8          |      | Avanza | Vicente Álvarez Cruz      |
| 9          |      | Movimiento Libertad es Pueblo                                                                                   | Wuinther Tapia Ruiz       |
| 11         |      | Movimiento Justicia Social                                                                                      | Gustavo Borja Borja       |
| 12 62      |      | Unidad Democrática Tsáchila Conformado por: - Izquierda Democrática - Alianza Tsáchila                          | Lizardo Suárez Mogro      |
| 17         |      | Partido Socialista Ecuatoriano                                                                                  | Carlos Samaniego Escudero |
| 19         |      | Unión Ecuatoriana                                                                                               | Andrea Quezada Astudillo  |
| 20 100     |      | Democracia Sí Movimiento Construir                                                                              | Wilson Erazo Argoti       |
| 23         |      | Movimiento SUMA                                                                                                 | Juan José Morales Ruiz    |
| 35 67      |      | Alianza PAÍS Movimiento Victoria                                                                                | Víctor Quirola Maldonado  |
| 63 6       |      | Movimiento Positivo Partido Social Cristiano                                                                    | Geovanny Benítez Calva    |

## Resultados

### Elección de alcalde

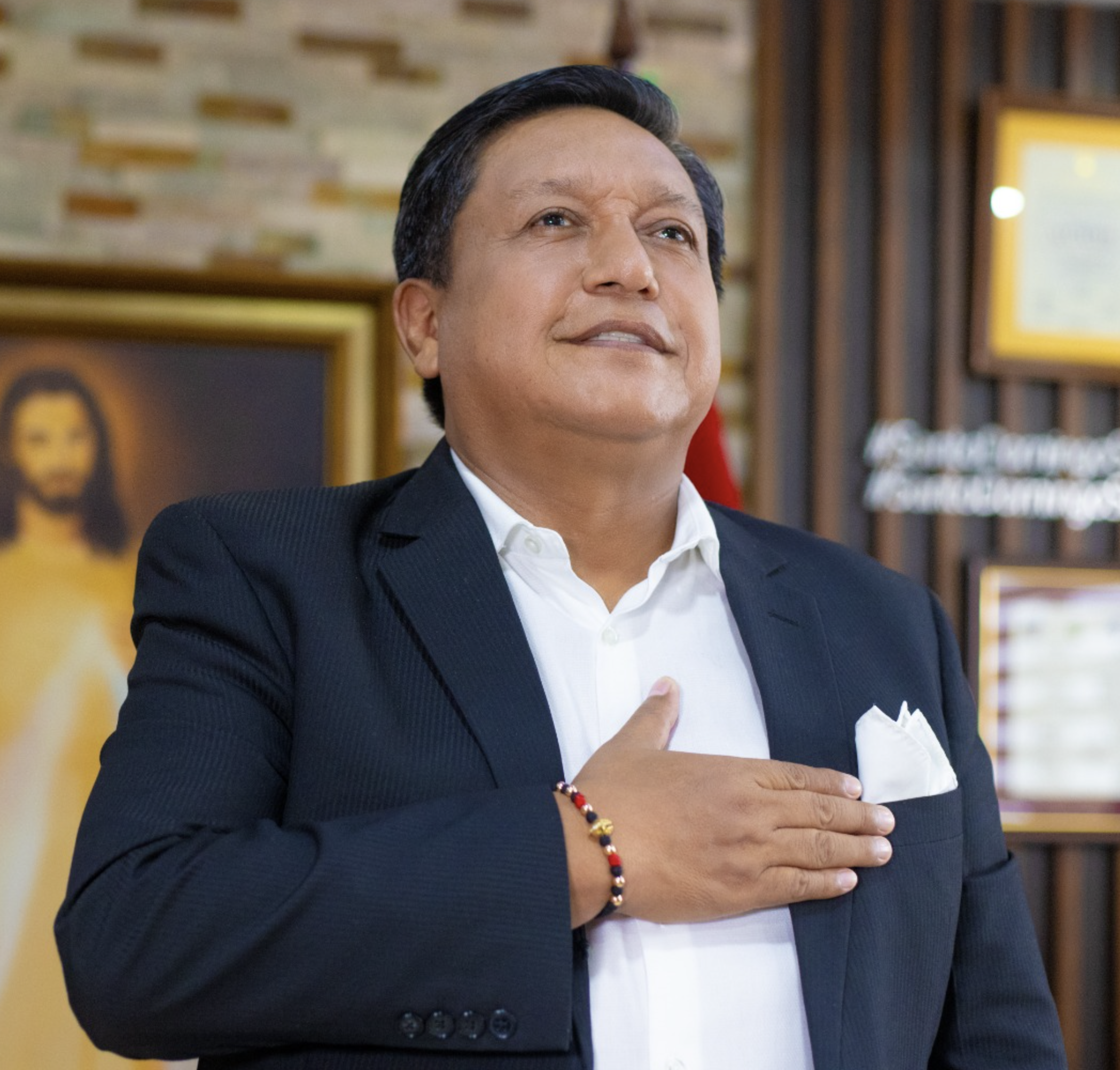
Wilson Erazo, Alcalde de Santo Domingo electo.

| Lista      | Partido / Movimiento                         | Candidato         | Votos | %      |
| ---------- | -------------------------------------------- | ----------------- | ----- | ------ |
| 1 18 21 51 | Acuerdo Ciudadano                            | Verónica Zurita   | 34054 | 15.03% |
| 3          | Partido Sociedad Patriótica                  | Ramiro López      | 1835  | 0.81%  |
| 5          | Fuerza Compromiso Social                     | Ricardo Chávez    | 29024 | 12.81% |
| 7          | Adelante Ecuatoriano Adelante                | Tuesman Merino    | 2560  | 1.13%  |
| 8          | Avanza                                       | Vicente Álvarez   | 2391  | 1.06%  |
| 9          | Movimiento Libertad es Pueblo                | Wuinther Tapia    | 1853  | 0.82%  |
| 11         | Movimiento Justicia Social                   | Gustavo Borja     | 3738  | 1.65%  |
| 12 62      | Unidad Democrática Tsáchila                  | Lizardo Suárez    | 7846  | 3.46%  |
| 17         | Partido Socialista Ecuatoriano               | Carlos Samaniego  | 2509  | 1.11%  |
| 19         | Unión Ecuatoriana                            | Andrea Quezada    | 2325  | 1.03%  |
| 20 100     | Democracia Sí Movimiento Construir           | Wilson Erazo      | 69913 | 30.86% |
| 23         | Movimiento SUMA                              | Juan José Morales | 6615  | 2.92%  |
| 35 67      | Alianza PAÍS Movimiento Victoria             | Víctor Quirola    | 16118 | 7.11%  |
| 63 6       | Movimiento Positivo Partido Social Cristiano | Geovanny Benítez  | 45772 | 20.20% |

### Nómina de Concejales Electos

#### Circunscripción Urbana 1
| Partido                                      | Concejal       |
| -------------------------------------------- | -------------- |
| Democracia Sí Movimiento Construir           | ximena toro    |
| Democracia Sí Movimiento Construir           | Susana Aguavil |
| Fuerza Compromiso Social                     | Norma Ludeña   |
| Fuerza Compromiso Social                     | Walter Andrade |
| Movimiento Positivo Partido Social Cristiano | Pedro Alcívar  |

#### Circunscripción Urbana 2
| Partido                                      | Concejal           |
| -------------------------------------------- | ------------------ |
| Democracia Sí Movimiento Construir           | Diana Coloma       |
| Democracia Sí Movimiento Construir           | Clara Hinojosa     |
| Fuerza Compromiso Social                     | Martha Rosero      |
| Fuerza Compromiso Social                     | Fabricio Calazacón |
| Movimiento Positivo Partido Social Cristiano | Gonzalo Yépez      |
| Movimiento Positivo Partido Social Cristiano | María Elisa Jara   |

#### Circunscripción Rural
| Partido                                      | Concejal        |
| -------------------------------------------- | --------------- |
| Democracia Sí Construir                      | Gloria Garófalo |
| Movimiento Positivo Partido Social Cristiano | Johnny Espinoza |